# Christo Marinow
Christo Marinow, bulgarisch Христо Маринов, (* 14. März 1987 in Stara Sagora) ist ein bulgarischer Ringer. Er wurde 2010 Weltmeister im Mittelgewicht des griechisch-römischen Stils.

## Werdegang
Christo Marinow begann als Jugendlicher im Jahre 2000 mit dem Ringen. Er konzentriert sich dabei auf den griechisch-römischen Stil und gehört dem Rincerclub Lowetsch an. Er ist 1,78 Meter groß und ringt im Mittelgewicht, der Gewichtsklasse bis 84 kg Körpergewicht. Seit er der bulgarischen Nationalmannschaft der Ringer angehört, wird er von Bratan Zenow trainiert und von Stefan Mitow gemanagt. Bereits im Juniorenalter wurde er vom bulgarischen Ringerverband bei vielen internationalen Meisterschaften eingesetzt. Das beste Resultat, das er dabei erzielte, war der zweite Platz bei der Junioren-Europameisterschaft (Altersgruppe Cadets) im Jahre 2004 in Albena im Weltergewicht. An guten Ergebnissen hat er im Juniorenbereich noch zwei fünfte Plätze bei der Junioren-Europameisterschaft 2006 in Szombathely und bei der Junioren-Weltmeisterschaft 2006 in Guatemala-Stadt, jeweils im Mittelgewicht, zu verzeichnen.
Bei den Senioren nahm er erstmals im Jahre 2006 an einer internationalen Meisterschaft teil. Er unterlag dabei bei der Europameisterschaft in Moskau in der ersten Runde gegen Bernhard Mayr aus Deutschland und kam auf den 15. Platz. Auch in den Jahren 2007 bis 2009 konnte er sich bei den internationalen Meisterschaften nicht im Vorderfeld platzieren. Er schaffte es auch nicht, sich für die Olympischen Spiele 2008 in Peking zu qualifizieren.
Trotz dieser eher mittelmäßigen Ergebnisse hielt der bulgarische Ringerverband an Christo Marinow fest. Ein erster Erfolg zeigte sich dann bei der Europameisterschaft 2010 in Baku, wo er im Mittelgewicht mit einer Niederlage gegen Lennie Persson aus Schweden und einem Sieg über Juri Malai aus Moldawien den 11. Platz belegte. Eine regelrechte Leistungsexplosion gelang ihm dann bei der Weltmeisterschaft 2010 in Moskau. Er besiegte dort im Mittelgewicht Artur Omarov, Tschechien, Amer Hrustanovic, Österreich, den Olympiasieger von 2004 und vierfachen Weltmeister Alexei Mischin aus Russland, Damian Jankowski aus Polen und im Endkampf auch den Kubaner Pablo Shorey Hernandez und wurde damit sensationell neuer Weltmeister im Mittelgewicht.
In den folgenden Jahren wechselten sich bei ihm Erfolg und Misserfolg ab. So gewann er bei der Europameisterschaft 2011 in Dortmund nach Siegen über Attila Tamas, Rumänien und Zoltán Fodor, Ungarn, einer Niederlage gegen Wassyl Ratschyba, Ukraine und Siegen über Artur Omarov, Tschechien und Damian Janikowski, Polen, eine Bronzemedaille. Bei der Weltmeisterschaft dieses Jahres in Istanbul verlor er schon in der ersten Runde gegen Lee Se-yeol aus Südkorea und landete damit auf den 29. Platz.
2012 wurde er dann in Belgrad im Mittelgewicht Europameister vor Damian Janikowski, Schan Belenjuk aus der Ukraine und Viktor Lörincz aus Ungarn. Bei den Olympischen Spielen 2012 in London verlor er wieder seinen ersten Kampf und zwar gegen Danijal Gadschijew aus Kasachstan. Da dieser das Finale nicht erreicht, schied er aus und kam nur auf den 18. Platz.
Christo Marinow ist auch in Deutschlands Ringerkreisen gut bekannt, denn er rang von 2008 bis 2010 für den KSV Ketsch, in der Saison 2010/2011 für den AC Lichtenfels und  in der Saison 2012/13 für den KSV Aalen.
Auf internationaler Ebene konnte er ab 2013 nicht mehr an seine früheren Erfolge anknüpfen. Bei der Europameisterschaft 2013 in Tiflis kam er zwar im Mittelgewicht noch einmal auf einen guten 5. Platz, bei der Weltmeisterschaft 2013 in Budapest landete er auf dem 26. Platz, bei der Europameisterschaft 2014 auf dem 10. Platz, bei der Weltmeisterschaft 2014 in Taschkent auf dem 22. Platz und bei der Weltmeisterschaft 2015 in Las Vegas auf dem 17. Platz.
Im Olympiajahr 2016 konnte er sich nicht mehr für die bulgarische Mannschaft qualifizieren. Er trat daraufhin zurück.

## Internationale Erfolge
| Jahr | Platz | Wettbewerb                                        | Gewichtsklasse | Ergebnisse |
| 2003 | 24.   | Junioren-EM (Cadets) in Rostow am Don             | Welter         | Sieger: Akaki Lochadse, Georgien vor Laimutis Adomaitis, Litauen |
| 2004 | 2.    | Junioren-EM (Cadets) in Albena/Bulgarien          | Welter         | hinter Nikita Mechnikow, Russland, vor Richard Dajka, Ungarn |
| 2005 | 3.    | Iwan-Petrow-Turnier in Sofia                      | Mittel         | hinter Nikolai Stojanow, Bulgarien u. Levani Kezevadze, Russland |
| 2005 | 15.   | Junioren-WM in Vilnius                            | Mittel         | Sieger: Yanarbek Kanjajew, Kirgisistan vor Ghasem Rezaie, Iran |
| 2006 | 7.    | Welt-Cup in Budapest                              | Mittel         | Sieger: Kim Jung-sub, Südkorea vor Alexei Mischin, Russland |
| 2006 | 15.   | EM in Moskau                                      | Mittel         | nach Niederlage gegen Bernhard Mayr, Deutschland und Sieg über Michael Jauch, Schweiz |
| 2006 | 5.    | Junioren-EM in Szombathely                        | Mittel         | Sieger: Cenk İldem, Türkei vor Artur Schahinjan, Armenien |
| 2006 | 5.    | Junioren-WM in Guatemala-Stadt                    | Mittel         | Sieger: Cenk Ildem vor Jan Fischer, Deutschland |
| 2007 | 24.   | EM in Sofia                                       | Mittel         | nach Punktniederlage gegen Witali Lischynski, Ukraine; Sieger: Alexei Mischin vor Jan Fischer |
| 2007 | 18.   | Junioren-EM in Belgrad                            | Mittel         | Sieger: Alan Kugajew, Russland vor Timo Antero Kallio, Finnland |
| 2007 | 28.   | WM in Baku                                        | Mittel         | nach Punktniederlage gegen Badri Chassaia, Georgien u. Sieg über Alfredo Ovando, Chile |
| 2008 | 26.   | Olympia-Qualifikations-Turnier in Rom             | Mittel         | Sieger: Mélonin Noumonvi, Frankreich vor Andrei Samochin, Kasachstan |
| 2008 | 5.    | Olympia-Qualifikations-Turnier in Novi Sad        | Mittel         | Sieger: Schalwa Gadabadse, Aserbaidschan vor Attila Bátky, Slowakei |
| 2009 | 1.    | Ion-Codreanu-Memorial in Pitești                  | Mittel         | vor Nenad Žugaj, Kroatien u. Amer Hrustanovic, Österreich |
| 2009 | 17.   | EM in Vilnius                                     | Mittel         | nach Punktniederlage gegen Denis Nikolajew, Israel |
| 2009 | 22.   | WM in Herning/Dänemark                            | Mittel         | nach Punktniederlage gegen Badri Chassaia |
| 2010 | 11.   | EM in Baku                                        | Mittel         | nach Punktniederlage gegen Lennie Persson, Schweden und Punktsieg über Juri Malai, Moldawien |
| 2010 | 1.    | WM in Moskau                                      | Mittel         | mit Siegen über Artur Omarov, Tschechien, Amer Hrustanovic, Österreich, Alexei Mischin, Russland (2:1 Runden, 1:0, 3:4, 1:0 techn. Punkte), Damian Janikowski, Polen und Pablo Shorey Hernandez, Kuba |
| 2011 | 3.    | EM in Dortmund                                    | Mittel         | nach Siegen über Attila Tamas, Rumänien und Zoltán Fodor, Ungarn, einer Niederlage gegen Wassyl Ratschyba, Ukraine, und Siegen über Artur Omarov, Tschechien, und Damian Janikowski, Polen            |
| 2011 | 29.   | WM in Istanbul                                    | Mittel         | nach einer Niederlage gegen Lee Se-yeol, Südkorea |
| 2012 | 1.    | EM in Belgrad                                     | Mittel         | vor Damian Janikowski, Schan Belenjuk, Ukraine und Viktor Lörincz, Ungarn |
| 2012 | 5.    | Olympia-Qualif.-Turnier in Sofia                  | Mittel         | hinter Wassyl Ratschyba, Amer Hrustanovic, Österreich, Ara Abrahamian, Schweden und Theodoros Tounousidis, Griechenland                                                                               |
| 2012 | 1.    | Olympia-Qualif.-Turnier in Helsinki               | Mittel         | vor Wladimir Gegeschidse, Georgien, Adrian Mocanu, Moldawien und Dean Van Zyl, Südafrika |
| 2012 | 18.   | OS in London                                      | Mittel         | nach einer Niederlage gegen Danijal Gadschijew, Kasachstan |
| 2013 | 1.    | „Dan-Kolow“ & „Nikola-Petrow“-Memorial in Plowdiw | Mittel         | vor Ahmed Yildirim, Türkei, Nikolai Dobrew, Bulgarien und Tadeusz Michalik, Polen |
| 2013 | 5.    | EM in Tiflis                                      | Mittel         | nach einem Sieg über Artur Omarow, Tschechien, einer Niederlage gegen Wladimir Gegeschidse, einem Sieg über Adrian Mocanu und einer Niederlage gegen Artur Schahinjan, Armenien                       |
| 2013 | 9.    | „Wladyslaw-Pytlasinski“-Memorial in Warschau      | bis 84 kg      | Sieger: Viktor Lörincz, Ungarn vor Damian Janikowski, Polen |
| 2013 | 26.   | WM in Budapest                                    | bis 84 kg      | nach einer Niederlage gegen Rustam Assakalow, Usbekistan |
| 2014 | 5.    | „Dan-Kolow“ & „Nikola-Petrow“-Memorial in Sofia   | bis 85 kg      | Sieger: Schan Belenjuk, Ukraine vor Nikolai Bajrakow, Bulgarien |
| 2014 | 10.   | EM in Vantaa                                      | bis 85 kg      | nach einem Sieg über Dimitrios Papadopolos, Griechenland und einer Niederlage gegen Alexei Mischin, Russland                                                                                          |
| 2014 | 5.    | „Wladyslaw-Pytlasinski“-Memorial in Danzig        | bis 85 kg      | Sieger: Melonin Noumonvi, Frankreich vor Mijtaba Karimfar, Iran |
| 2014 | 22.   | WM in Taschkent                                   | bis 85 kg      | nach einer Niederlage gegen Wladimir Gegeschidse |
| 2015 | 3.    | „Dan-Kolow“ & „Nikola-Petrow“-Memorial in Sofia   | bis 85 kg      | hinter Habibollah Jomeh Akhlaghi, Iran und Maksim Manukjan, Armenien |
| 2015 | 18.   | „Wladyslaw-Pytlasinski“-Memorial in Warschau      | bis 85 kg      | Sieger: Alexei Mischin vor Viktor Lörincz |
| 2015 | 17.   | WM in Las Vegas                                   | bis 85 kg      | nach einem Sieg über Dejan Franjkovic, Serbien und einer Niederlage gegen Saman Ahmed Tahmasebi, Iran                                                                                                 |
| 2016 | 5.    | „Dan-Kolow“ & „Nikola-Petrow“-Memorial in Sofia   | bis 85 kg      | Sieger: Nikolai Bajrakow vor Maksim Manukjan |
| 2016 | 19.   | „Wladyslaw-Pytlasinski“-Memorial in Spala         | bis 85 kg      | Sieger: Nikolai Stadub, Weißrussland vor Damian Janikowski |

## Erläuterungen
- OS = Olympische Spiele, WM = Weltmeisterschaften, EM = Europameisterschaften
- Weltergewicht, damals bis 76 kg, Mittelgewicht, bis 84 kg Körpergewicht
- Altersgruppe: Kadetten bis zum 17. Lebensjahr, Junioren bis zum 20. Lebensjahr